# یوریسلیدی لوپتی
یوریسلیدی لوپتی (اسپانیایی: Yurisleidy Lupetey‎؛ زادهٔ ۶ مهٔ ۱۹۸۱) جودوکار اهل کوبا است.